# Декстер, Колин
Но́рман Ко́лин Де́кстер (англ. Norman Colin Dexter; 29 сентября 1930, Стамфорд, Линкольншир — 21 марта 2017, Оксфорд) — английский писатель, автор детективов об инспекторе Морсе. Офицер ордена Британской Империи.

## Биография
Получил образование Стэмфордской Школе, где ранее учился его брат, Джон Декстер, который затем работал преподавателем в школе Kings School (Peterborough). После прохождения военной службы в войсках связи Британской армии (Royal Corps of Signals), он изучал античное искусство в Христианском Колледже Кэмбриджа (Christ’s College, Cambridge), окончил его в 1953 году и получил степень Магистра с отличием в 1958 году.
В 1954 году занялся преподавательской деятельностью в Ист-Мидлендс, был помощником учителя классических искусств в Виггистонском колледже (Wyggeston School) в Лестере. Затем он работал в Средней Школе Логборо (Loughborough Grammar School), а в 1959 году был назначен старшим преподавателем классических искусств в Средней Школе Корби (Corby Grammar School) в Нортгемптоншире.
В 1966 году в связи с прогрессирующей глухотой был вынужден оставить преподавательскую карьеру, и занял должность старшего помощника секретаря Комитета по выпускным экзаменам Оксфордского университета, где и проработал до ухода на пенсию в 1988 году.
Был частым гостем в программе BBC Как разгадать сложный кроссворд (англ. "How to Solve a Cryptic Crossword"), в частности в серии передач в ноябре 2008 года, он подробно рассказывал о кроссвордах, разгаданных Инспектором Морсом.

## Творчество
Писать детективы Декстер начал в 1972 году. Роман «Последний автобус на Вудсток» (Last Bus to Woodstock) был опубликован в 1975 году. В нём автор впервые представил миру Инспектора Морса, любителя кроссвордов, английской литературы, эля и Вагнера. Эти же увлечения были присущи самому Декстеру.
По мотивам его детективных произведений был снят успешный сериал «Инспектор Морс»; отснято 12 сезонов, 33 серии с 1987 по 2001 год. Актёр Джон Тоу получил престижную премию BAFTA за созданный им образ Инспектора Морса. Сам Декстер также появился в эпизодических ролях в 12 сериях фильма.
Режиссёром двух эпизодов сериала был Дэнни Бойл, создавший такие всемирно известные картины, как «На игле» и «Миллионер из трущоб».

## Награды и признание
Был удостоен ряда премий Ассоциации Детективных Писателей (Crime Writers' Association): две премии Silver Daggers за роман Service of All the Dead в 1979 году и за роман The Dead of Jericho в 1981 году; две премии Gold Daggers за роман The Wench is Dead в 1989 году и за роман The Way Through the Woods в 1992 году; а также Cartier Diamond Dagger за творческие достижения в 1997 году. В 1996 году Декстеру присудили премию Macavity Award за рассказ Evans Tries an O-Level. С 1980 года он является членом Детективного клуба.
В 2000 году за вклад в литературу был награждён орденом Британской империи.

### Романы
- «Последний автобус на Вудсток» (Last Bus to Woodstock), 1975
- Last Seen Wearing (1976)
- «Безмолвный мир Николаса Квинна» (The Silent World of Nicholas Quinn), 1977
- Service of All the Dead (1979)
- The Dead of Jericho (1981)
- «Загадка третьей мили» (The Riddle of the Third Mile), 1983
- «Тайна Пристройки 3» (The Secret of Annexe 3), 1986
- «Убийство на канале» (The Wench is Dead), 1989
- «Драгоценность, которая была нашей» (The Jewel That Was Ours), 1991
- «Путь сквозь лес» (The Way Through the Woods), 1992
- «Дочери Каина» (The Daughters of Cain), 1994
- «Смерть теперь — моя соседка» (Death is Now My Neighbour) (1996)
- The Remorseful Day (1999)

### Повести и сборники рассказов
«The Inside Story» (1993) 

«Neighbourhood Watch» (1993) 

«Morse’s Greatest Mystery» (1993);(также публиковался под названием «As Good as Gold») 

«As Good as Gold» [Insp. Morse] 

«Morse’s Greatest Mystery» [Insp. Morse] 

«Evans Tries an O-Level» 

«Dead as a Dodo» [Insp. Morse] 

«At the Lulu-Bar Motel» 

«Neighbourhood Watch» [Insp. Morse] 

«A Case of Mis-Identity» 

«The Inside Story» [Insp. Morse] 

«Monty’s Revolver» 

«The Carpet-Bagger» 

«Last Call» [Insp. Morse]

### Отдельные рассказы
«The Burglar» в You, The Mail on Sunday, 1994 

«The Double Crossing» в сборнике Mysterious Pleasures, под редакцией Мартина Эдвардса. 

«Between the Lines» в сборнике The Detection Collection Детективного клуба, под редакций Саймона Бретта. 

«The Case of the Curious Quorum» в сборнике The Verdict of Us All Детективного клуба, под редакцией Питера Ловси. 

«The Other Half» в журнале The Strand Magazine, февраль-май 2007. 

«Morse and the Mystery of the Drunken Driver» в газете Daily Mail, декабрь 2008.